# Lisbonne Story
Pour les articles homonymes, voir Lisbon Story.
Pour plus de détails, voir Fiche technique et Distribution.
Lisbonne Story (Lisbon Story) est un film germano-portugais réalisé par Wim Wenders et sorti en 1994.

## Synopsis
Une carte énigmatique rédigée par le réalisateur Friedrich Monroe, en panne de créativité, appelle à son secours son ami l'ingénieur du son Philip Winter. 
Ce sera l'occasion d'une promenade dans Lisbonne, en compagnie du groupe Madredeus.

## Fiche technique
- Titre : Lisbonne Story
- Titre original : Lisbon Story
- Réalisation et scénario : Wim Wenders
- Musique originale : Madredeus
- Photographie : Lisa Rinzler
- Montage : Peter Przygodda
- Sociétés de production : Madragoa Filmes, Road Movies Filmproduktion, Wim Wenders Stiftung
- Pays d'origine :  Allemagne et  Portugal
- Langues originales : allemand, portugais et anglais
- Date de sortie :
  - Portugal : 16 décembre 1994 (Lisbonne) ; 12 mai 1995 (sortie nationale)
  - France : mai 1995 (Festival de Cannes) ; 6 juillet 1995 (sortie nationale)
  - Allemagne : 18 mai 1995

## Distribution
- Rüdiger Vogler : Philip Winter
- Patrick Bauchau : Friedrich Monroe
- Madredeus : le groupe Madredeus (dont Teresa Salgueiro)
- Manoel de Oliveira : Manoel de Oliveira

## Analyse
Ce film est à mi-chemin entre le road movie, le film de fan musical (comme le sera ensuite Buena Vista Social Club, du même réalisateur) et le documentaire sur une ville.
Il peut aussi être vu comme une suite au film L'État des choses, où les deux principaux personnages apparaissaient déjà, tout comme dans Alice dans les villes et Au fil du temps. Tout comme L'État des choses, Lisbonne Story est un cas de mise en abyme, avec un film dans le film.